# Aison (Stadt)
Eine Stadt namens Aison, die nach dem Vater Iasons benannt wurde, wurde laut der Überlieferung durch Apollonios von Rhodos bei Stephanos von Byzanz erwähnt. Sie soll sich in der Nähe von Iolkos befunden haben. In der früheren Forschung wurde die Stadt bei den frühbronzezeitlichen Siedlungsplätzen Dimini oder Sesklo vermutet. Heute nimmt man jedoch an, dass die Stadt nie existiert hat.